# Ana Rayo
Pour les articles homonymes, voir Rayo (homonymie).
Ana Rayo, née le 28 janvier 1971 à Madrid, est une actrice espagnole,,.

## Biographie
De formation universitaire en journalisme à l'Université complutense de Madrid, puis comédienne de théâtre madrilène, Ana Rayo interprète en 2018 le rôle de la poétesse Gloria Fuertes qui l'a inspirée dans sa carrière.
En 2021, elle interprète le monologue Despierta au Teatro Español de Madrid, dans la salle Margarita Xirgu.
En 2024, elle se fait plus largement connaître au niveau international grâce à la télévision pour sa participation à la série médicale Respira du cinéaste Carlos Montero Castiñeira. Elle y joue le rôle de la chirurgienne féministe Leonor Santapau.

## Théâtre
- 2018-2019 : Gloria de Noelia Adánez et Valeria Alonso[10],[11]
- 2021-2022 : Despierta, mise en scène par Natalia Menéndez[12],[13],[14],[15],[16],[17];
- 2022-2023 : Ladies Football Club de Stefano Massini, mis en scène par Sergio Peris-Mencheta[18].

## Filmographie
- 1998 : Les Années volées (Los años bárbaros), film réalisé par Fernando Colomo : Gloria[19]

## Télévision
- 2016 : La que se avecina[20],[21]
- 2019-2020 : Mercado central[22]
- 2021 : Madres
- 2024 : Respira